# Barghest
Barghest és el nom d'un gos de la mitologia britànica que actua com a monstre llegendari. Se'l representa com un gos fantasma enorme, de color negre i llargues urpes que apareix a les ciutats del nord d'Anglaterra per atacar les persones. Apareix en contes per fer por i en obres literàries, com a Les Bruixes de Roald Dahl o a Dràcula de Bram Stoker. La seva popularitat l'ha convertit en un personatge de videojocs, com la saga Final Fantasy.
Barghest és una variació d'una figura present en diverses cultures, la del gos que simbolitza la mort o el diable, d'aquí el seu color negre, associat a la nit, el mal i la mort. Podria tenir una arrel comuna amb Cèrber, el guardià del regne dels morts. A part de les illes britàniques, es troba especialment en països centre-americans.